# Silis urjanhaica
Silis urjanhaica es una especie de coleóptero de la familia Cantharidae.

## Distribución geográfica
Habita en Rusia.